# 五橋站
五橋站（日语：／ Itsutsubashi eki */?）是一個位於日本宮城縣仙台市青葉區五橋二丁目，屬於仙台市地下鐵南北線的鐵路車站。車站編號是N11。

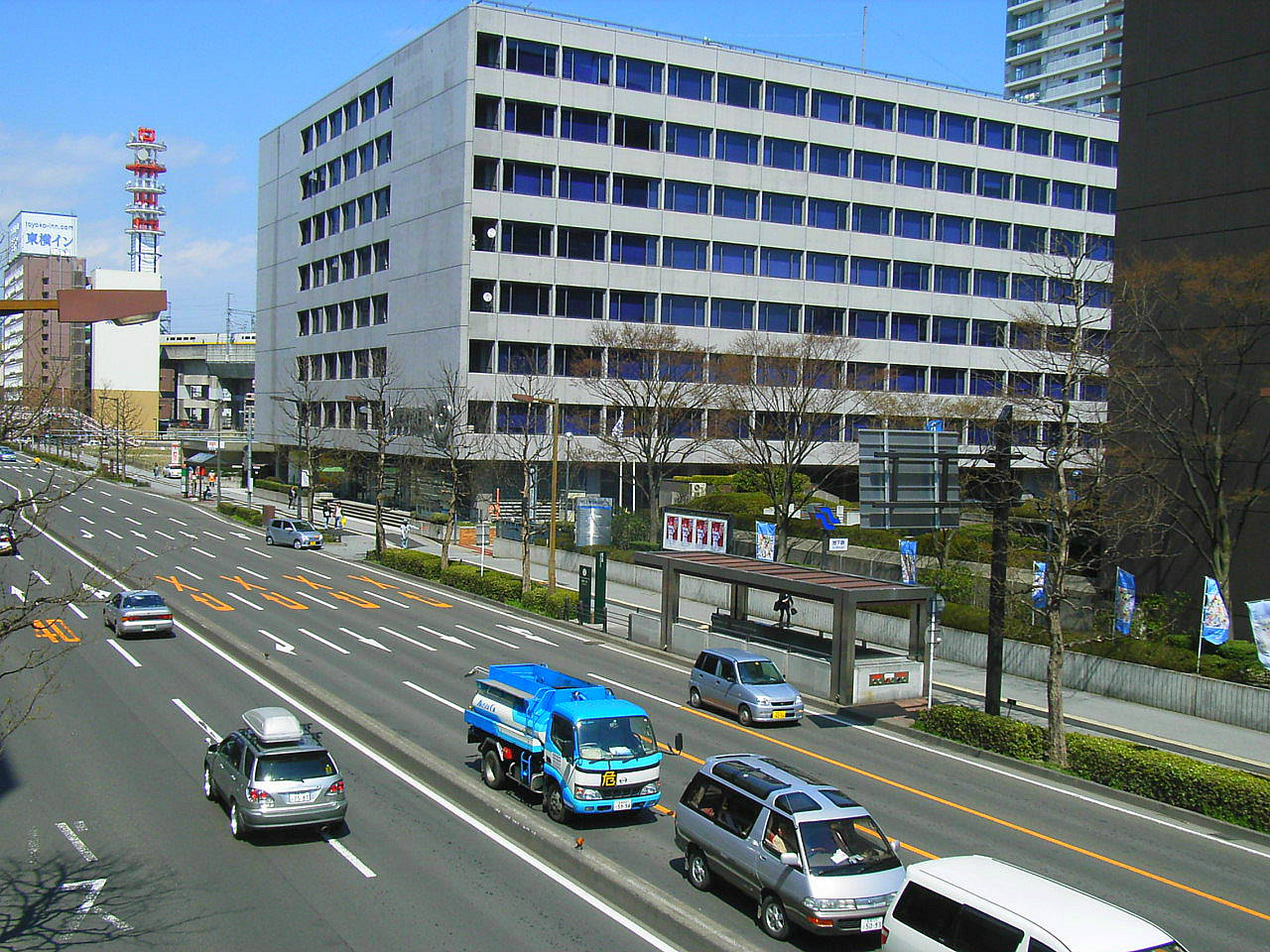
北3出入口（2005年4月）

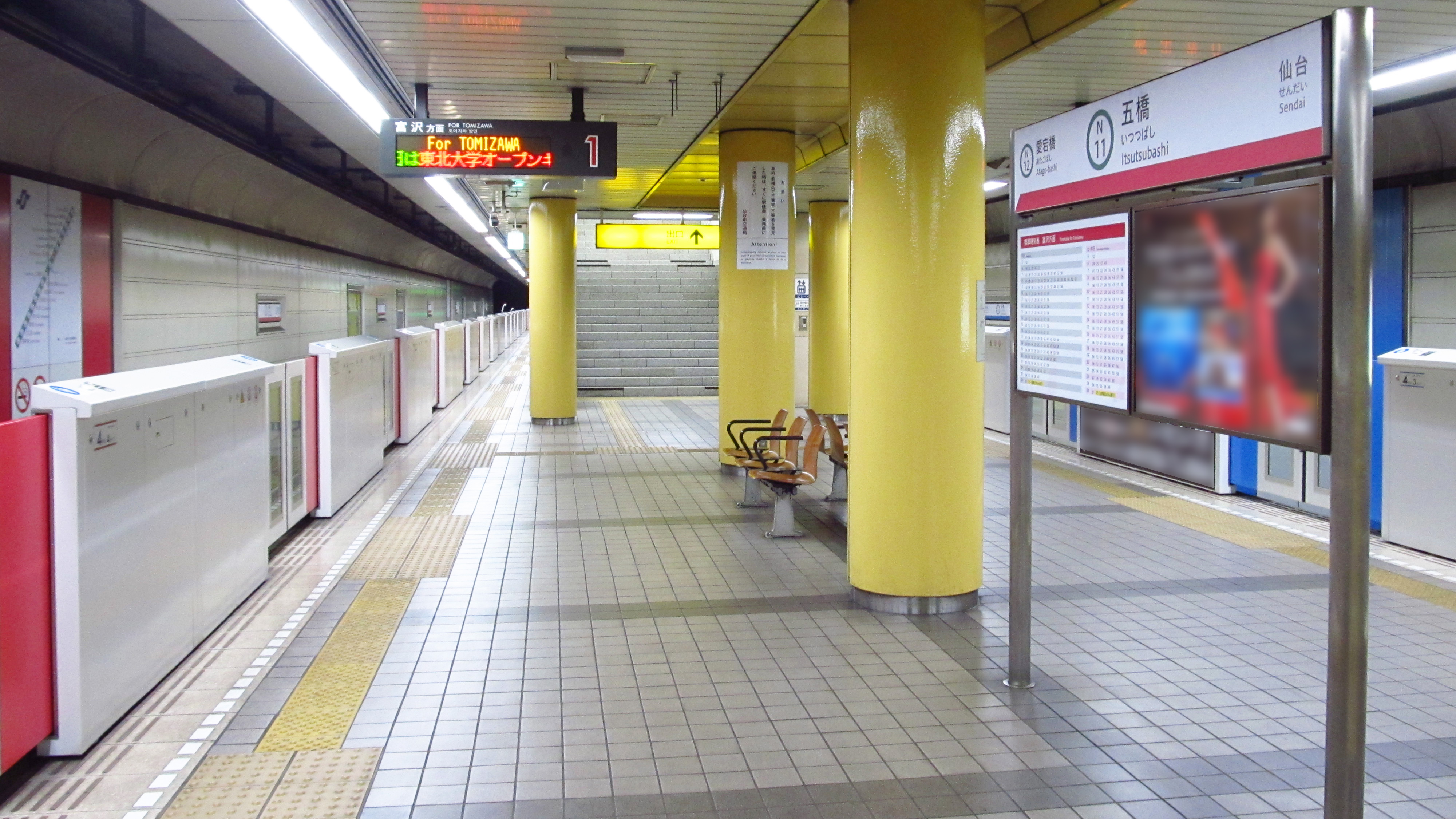
月台（2016年7月）

## 車站結構

### 仙台市地下鐵
島式月台1面2線的地底車站，大堂位於地下1樓，月台位於地下2樓。仙台站方向設有渡線。位於愛宕上杉通道路下方。

### 月台配置
| 月台 | 路線       | 目的地           |
| ---- | ---------- | ---------------- |
| 1    | ■ 南北線00 | 富澤方向         |
| 2    | ■ 南北線00 | 仙台、泉中央方向 |

### 仙台市電
對向式月台2面2線的地面車站，沒有站舍，與東二番丁通共用併用軌道上。

## 歷史
- 1987年（昭和62年）7月15日：仙台市地下鐵南北線開通，五橋站開業。
- 2009年（平成21年）11月28日：開始使用月台閘門。

## 使用情況
| 上車人次推移       | 上車人次推移     |
| 年度               | 一日平均上車人次 |
| ------------------ | ---------------- |
| 2002年（平成14年） | 5,454            |
| 2003年（平成15年） | 5,457            |
| 2004年（平成16年） | 5,288            |
| 2005年（平成17年） | 5,424            |
| 2006年（平成18年） | 5,426            |
| 2007年（平成19年） | 5,428            |
| 2008年（平成20年） | 5,439            |
| 2009年（平成21年） | 5,380            |
| 2010年（平成22年） | 5,654            |
| 2011年（平成23年） | 5,647            |
| 2012年（平成24年） | 6,144            |
| 2013年（平成25年） | 6,360            |
| 2014年（平成26年） | 6,209            |
| 2015年（平成27年） | 5,857            |
| 2016年（平成28年） | 5,726            |
| 2017年（平成29年） | 5,851            |

- 2017年度（平成29年度）
  - 1日平均上車人數：5,851人[1]

一日平均上車人次（單位：人次）

## 相鄰車站
仙台市交通局（仙台市地下鐵）
■南北線
仙台（N10）－五橋（N11）－愛宕橋（N12）
仙台市電（廢線）
長町線
鐵道管理局前－五橋－荒町日赤醫院前

## 外部連結
- 五橋站（页面存档备份，存于） - 仙台市交通局（日語）